# Unidos das Vargens
Grêmio Recreativo Escola de Samba Unidos das Vargens foi uma escola de samba da cidade do Rio de Janeiro, com sede em Vargem Grande. Seu nome é uma referência ao bairro de sua sede, como também à ao vizinho Vargem Pequena.
Em 2010, foi o segundo bloco a desfilar pelo Grupo 1, na Avenida Rio Branco, tendo sido vice-campeã com 199 pontos. Em 2013, consegue finalmente o tão sonhado título e se transforma no numa escola de samba. Foi campeã logo em seu primeiro ano, e vice-campeã no segundo, conseguindo três ascensões consecutivas.
Em 2018, supostamente devido à crise financeira e à dificuldade da agremiação em realizar o seu desfile, a Unidos das Vargens cedeu sua vaga à Flor da Mina do Andaraí.

## Segmentos

### Presidentes
| Nome              | Mandato   | Ref.  |
| ----------------- | --------- | ----- |
| Ronaldo Fernandes | 2006-2018 | [ 7 ] |

### Diretores
| Ano       | Diretor de Carnaval  | Diretor geral de harmonia | Mestre de bateria  | Ref.  |
| --------- | -------------------- | ------------------------- | ------------------ | ----- |
| 2014      | Fred Lima            | Fábio Falcão              | Thomaz e Carlinhos |       |
| 2015      | Comissão de Carnaval | Charles Lopes             | Thomas e Carlinhos | [ 8 ] |
| 2016-2018 | Comissão de Carnaval |                           |                    |       |

### Coreógrafo
| Ano  | Nome              | Ref.  |
| ---- | ----------------- | ----- |
| 2014 | Marcelo Andriotti |       |
| 2015 | Victor Hugo       | [ 8 ] |

### Casal de Mestre-sala e Porta-bandeira
| Ano       | Nome                          | Ref.        |
| --------- | ----------------------------- | ----------- |
| 2014-2017 | Leo Chocolate e Tainara       | [ 8 ] [ 9 ] |
| 2018      | Luan Santana e Marcelle Gomes |             |

### Rainhas de bateria
| Ano       | Nome            | Ref.   |
| --------- | --------------- | ------ |
| 2012-2013 | Greiciane Cunha | [ 10 ] |
| 2014-2017 | Aninha Absurda  | [ 11 ] |
| 2018      | Fabiana Mattos  | [25]   |

### Intérpretes
| Período   | Intérprete oficial            | Ref.   |
| --------- | ----------------------------- | ------ |
| 2008–2015 | Edmilson Gago                 | [ 12 ] |
| 2016–2017 | Edmilson Gago e Nino Smith    | [ 13 ] |
| 2018      | Sandro Ferraz e Léo Guimarães | [26]   |

## Carnavais
| Ano  | Colocação   | Divisão          | Enredo | Carnavalesco  | Ref.                |
| ---- | ----------- | ---------------- | --- | ------------- | ------------------- |
| 2008 | 3.º Lugar   | Grupo 3 (Blocos) | "Na dor ou na alegria sou carioca, sou folia"                                                                                        | Paulo Alves   | [ 14 ]              |
| 2009 | Vice-campeã | Grupo 2 (Blocos) | "O Brasil é uma festa" | Paulo Alves   | [ 15 ]              |
| 2010 | Vice-campeã | Grupo 1 (Blocos) | "Ilusão ou realidade? Carnaval, um sonho de felicidade"                                                                              | Thiago Avhis  | [ 16 ]              |
| 2011 | Vice-campeã | Grupo 1 (Blocos) | "Tribos" | Thiago Avhis  | [ 17 ]              |
| 2012 | 4.º Lugar   | Grupo 1 (Blocos) | "Uma prova de amor" | Thiago Avhis  | [ 18 ]              |
| 2013 | Campeã      | Grupo 1 (Blocos) | "Eu sou você e você sou eu" | Thiago Avhis  | [ 19 ]              |
| 2014 | Campeã      | Grupo D          | "Mar: horizonte de todos, poema da vida" (Samba-enredo composto por Léo Guimarães, Fred Lima, Andinho Duk, Roberto Dias e Dieguinho) | Thiago Avhis  | [ 7 ] [ 20 ] [ 21 ] |
| 2015 | Vice-campeã | Série C          | "Sertão carioca. O Rio para além do Redentor"                                                                                        | Thiago Avhis  |                     |
| 2016 | 16.º Lugar  | Série B          | "A fala da favela para o mundo" | Thiago Avis   | [ 22 ]              |
| 2017 | Campeã      | Série C          | "Terra, água, fogo e ar - Uma explosão de vida"                                                                                      | Lane Santana  |                     |
| 2018 | 11.º Lugar  | Série B          | Na semente de Oxum e Odè… O equilíbrio, a paz e a beleza do amor                                                                     | Léo Polycarpo | [ 23 ]              |

- Commons

## Premiações
Prêmios recebidos pelo GRES Unidos das Vargens.
| Ano  | Prêmio              | Categoria / premiados       | Grupo   | Ref.          |
| ---- | ------------------- | --------------------------- | ------- | ------------- |
| 2014 | SRZD-Carnaval       | Passista mirim (Marco Kauã) | Grupo D | [ 24 ] [ 25 ] |
| 2014 | Troféu Jorge Lafond | Campeã do Grupo D           | Grupo D | [ 26 ]        |